# Premio TV - Premio regia televisiva 2007
La quarantasettesima edizione del Premio Regia Televisiva, condotta da Antonella Clerici e Daniele Piombi, si svolse al teatro Ariston di Sanremo il 27 marzo 2007 e fu trasmessa in diretta su Rai Uno. La serata fu seguita da 6.432.000 telespettatori con uno share del 26,63%. L'orchestra è stata diretta dal Mº Antonio Palazzo.
La giuria dell'Accademia dell'Oscar TV era composta, oltre che dal presidente Gigi Vesigna, da Renzo Arbore, Giorgio Assumma (presidente SIAE), Umberto Brindani (direttore di TV Sorrisi e Canzoni), Marida Caterini (giornalista de Il Tempo), Maurizio Cavatorta (direttore di Guida TV), Fabrizio Cerqua (direttore del Cinecorriere e Fiction TV), Giorgio Forattini, Loretta Goggi, Maurizio Seymandi e Francesco Specchia.

## Premi

### Top Ten
- Ballando con le stelle (Rai Uno)
- L'eredità (Rai Uno)
- La storia siamo noi (Rai Educational)
- Markette (LA7)
- Le Iene (Italia 1)
- Le invasioni barbariche (LA7)
- La grande notte (Rai Due)
- Striscia la notizia (Canale 5)
- Che tempo che fa (Rai Tre)
- Festival di Sanremo 2007 (Rai Uno)

### Miglior programma in assoluto
- Striscia la notizia (Canale 5)

### Miglior programma per la giuria
- Che tempo che fa (Rai Tre)

### Miglior personaggio femminile
- Michelle Hunziker

### Miglior personaggio maschile
- Gerry Scotti

### Personaggio rivelazione
- Flavio Insinna

### Miglior fiction
- Papa Luciani - Il sorriso di Dio (Rai Uno)

### Miglior TG
- Sky TG24